# Setyøursails
Setyøursails — англомовний металкор гурт до складу якого входять чотири музиканти з міста Кельн, Німеччина.

## Історія
Гурт був заснований у Кельні в 2017 році співачкою Джулс Мітч і гітаристом Андре Алвесом Родрігесом. Колектив грає суміш металкору, мелодійного хардкору та пост-хардкору. До 2021 року гурт виступав в молодіжних центрах і на невеликих фестивалях. 8 листопада 2018 року вийшов дебютний альбом «Enough».
21 січня 2021 року Setyøursails оголосили про підписання угоди із лейблом Napalm Records. Приблизно в цей же час гурт підписав контракт з букінг-агенцією «Екстратурс». Виконавці позиціюють себе як противники расизму, сексизму та квір-ворожнечі.
Другий альбом гурту «Nightfall» вийшов 21 січня 2022 року. Альбом отримав визнання на метал- сцені і опинився у списку музичного журналу Metal Hammer як один із найкращих альбомів 2022 року, а гурт був визнаний як найкращий гурт-початківець. Колектив гастролював Європою з Annisokay і Future Palace і виступав на розігріві в ювілейному турі Emil Bulls. Також Setyøurssails виступали на кількох фестивалях, серед яких Full Force (музичний фестиваль), Reload Festival, Summer Breeze, Traffic Jam Open Air.
Паскаль Шніцлер (ударні) і Домінік Людвіг (бас) були частиною гурту до початку 2022 року, та на початку травня 2022 року гурт оголосив, що музиканти Хенрік Келлершон (ударні) і Ніколай Хох (бас) тепер є новими учасниками гурту.
На 12 квітня 2024 року запланований реліз третього студійного альбому гурту «Bad Blood»

## Стиль
Гурт грає суміш металкору, мелодійного хардкору та пост-хардкору. Тексти пісень написані англійською мовою і мають дуже особистий зміст. Джулз Мітч пише про власні проблеми з психічним здоровьям та розглядає такі теми, як депресія, страх, расизм і відмінність від загалу.

## Дискографія

### Альбоми
- Enough (2018)
- Nightfall (2022)
- Bad Blood (2024)

### Сингли
- Enough (2018)
- You Make Me Sick (2018)
- Ghosts (2021)
- Mirror (2021)
- Nightfall (2022)
- Shallow (Cover) (2022)
- Bad Blood (2024)
- Lately (2024)

### Музичні кліпи
- You Make Me Sick (2018)
- Enough (2019)
- Ghosts (2021)
- Mirror (2021)
- Nightfall (2022)
- Shallow (2022)
- Bad Blood (2024)
- Lately (2024)